# Francavilla Bisio
Francavilla Bisio település Olaszországban, Piemont régióban, Alessandria megyében. Lakosainak száma 524 fő (2023. január 1.).